# Faas Wilkes
Servaas Wilkes, más conocido como Faas Wilkes, (Róterdam, Países Bajos, 13 de octubre de 1923-Róterdam, 15 de agosto de 2006) fue un futbolista neerlandés. Jugó de delantero centro y su primer equipo fue el Xerxes Rotterdam. Su compañero en el Valencia Club de Fútbol, Manuel Mestre, comentaba de él que era el único jugador del mundo capaz de hacer una pared consigo mismo.

## Trayectoria
Fue el segundo jugador neerlandés, tras Bep Bakhuys, en jugar en el extranjero. Tras un periodo de ocho temporadas en el club que le vio nacer como jugador, el Xerxes, en 1949 inició su aventura en el extranjero al enrolarse en las filas del Inter de Milán.
En sus tres temporadas en el club lombardo disputó 95 partidos en los que anotó 47 goles que ayudaron para lograr la liga de 1953. La temporada 1953-1954 fichó por el Torino.
Su fichaje por el Valencia Club de Fútbol fue un tanto curioso. Tras la disputa del conjunto piamontés de un amistoso en Valencia ante la exhibición de juego que protagonizó Wilkes, el presidente de la Federación Valenciana de Fútbol comentó en tono jocoso a un directivo italiano cuantos camiones de naranjas valía el delantero. Sin embargo el club italiano se tomó en serio el interés del Valencia C. F. y se llegó a un acuerdo para el traspaso.
Su llegada a la Liga española de fútbol coincidió con la de Di Stéfano y Kubala por lo que enseguida se establecieron paralelismos entre estos tres grandes jugadores.
En su primera temporada en el Valencia anotó 18 goles en 29 partidos. Sin embargo, en las restantes temporadas su rendimiento decayó debido a que se le diagnosticó bocio, enfermedad de la que hubo de ser intervenido quirúrgicamente. Tras esto retornó a su país de origen al fichar por el VVV-Venlo. Durante dos temporadas tras las cuales volvió a Valencia fichando en esta ocasión por el Levante Unión Deportiva con el que disputó una promoción de ascenso a la Primera División de España. Retornó de nuevo a su país fichando por el Fortuna 54 y finalizó su carrera en el equipo en el que debutó, el Xerxes.

## Selección nacional
Fue internacional con la selección de fútbol de los Países Bajos un total de 38 partidos, anotando 35 goles. Actualmente es el tercer máximo goleador de la selección oranje tras Patrick Kluivert y Dennis Bergkamp, si bien ha disputado menos de la mitad de partidos que estos.

### Participaciones en Juegos Olímpicos
| Torneo                  | Sede    | Resultado |
| ----------------------- | ------- | --------- |
| Juegos Olímpico de 1948 | Londres | Plata     |

## Clubes
| Club                    | País         | Año       |
| ----------------------- | ------------ | --------- |
| Xerxes Rotterdam        | Países Bajos | 1941-1949 |
| Inter de Milán          | Italia       | 1949-1952 |
| Torino Football Club    | Italia       | 1952-1953 |
| Valencia Club de Fútbol | España       | 1953-1956 |
| VVV-Venlo               | Países Bajos | 1956-1958 |
| Levante Unión Deportiva | España       | 1958-1959 |
| Fortuna 54              | Países Bajos | 1959-1962 |
| Xerxes Rotterdam        | Países Bajos | 1962-1964 |

## Títulos

### Campeonatos nacionales
| Título       | Club                    | País   | Año       |
| ------------ | ----------------------- | ------ | --------- |
| Copa del Rey | Valencia Club de Fútbol | España | 1953-1954 |